# Árabe dialectal

Extensión aproximada de los dialectos árabes. Nótese como forman un continuum dialectal, y por lo tanto los límites entre unos y otros son difusos.

Árabe dialectal es el nombre genérico que reciben las variedades de árabe hablado, frente al árabe clásico y su derivación, el árabe estándar.

## Características generales
El árabe dialectal, en toda su diversidad, es la auténtica lengua materna de los árabes. Se utiliza en el ámbito doméstico, en la conversación informal entre naturales de una misma área dialectal y en la canción y la poesía populares. Paralelamente el árabe clásico, o su versión más moderna, llamada árabe estándar, es la lengua de la enseñanza, de la administración, de la escritura, de los medios de comunicación, de la liturgia islámica y de la conversación entre árabes de áreas dialectales muy alejadas. Es una segunda lengua que se adquiere, generalmente, en la escuela.
El árabe dialectal, salvo contadas excepciones, no se escribe ni se estudia. Para la expresión escrita, incluso si es de carácter familiar, se usa el árabe clásico. Aunque es una afirmación un tanto simple, se suele decir que en un contexto formal los árabes piensan en una lengua y se expresan en otra. Esto crea una situación de diglosia que plantea problemas de mayor o menor calado según países y estratos sociales. No es un fenómeno exclusivo de la lengua árabe, ya que existe de igual modo, por ejemplo, en Italia.
En términos generales, gracias a la omnipresencia de los medios de comunicación y el acceso cada vez más generalizado a la enseñanza, los árabes entienden el árabe oficial, y también, aunque en menor medida, pueden utilizarlo activamente con mayor o menor corrección. La situación varía por zonas: en Argelia, por ejemplo, la administración francesa que dirigió el país entre 1830 y 1962 emprendió una política de radical desarabización que hizo que el árabe clásico prácticamente desapareciera del país y fuera sustituido como lengua de cultura por el francés. Aunque tras la independencia se ha intentado normalizar el uso del árabe clásico, el éxito ha sido sólo parcial: sigue siendo percibido por mucha gente como algo exótico, encuentra oposición entre la población de lengua bereber y tiene que competir con el francés. En el lado opuesto podría estar Líbano, país que tiene un alto grado de alfabetización en el que la lengua de los colonizadores (el francés, también) no desplazó nunca al árabe clásico como lengua de cultura y donde existe una amplia clase intelectual que se expresa en árabe clásico: los libaneses utilizan ambos registros lingüísticos con normalidad. Las diferencias existen también en función de la procedencia rural o urbana de los habitantes, de la edad o de la situación económica.
Aunque la variedad dialectal es grande, los dialectos o la mayoría de ellos comparten una serie de características que los diferencian del árabe clásico. En general puede decirse que están más evolucionados: el árabe se considera la lengua semítica viva más arcaica, y el árabe clásico ya era arcaizante en tiempos de Mahoma en relación con la lengua hablada. Un ejemplo de esto es la ausencia de declinación: existe una declinación residual en árabe clásico que el árabe dialectal elimina completamente, así como las vocales breves de final de palabra. El dialectal es en general más simple: donde el árabe clásico utiliza varias formas, el dialectal utiliza sólo una. Por ejemplo, los relativos alladi, alladina, alladayni, etc. (el cual, los cuales, los cuales dos...) se unen en árabe dialectal en la forma invariable allí. Ocurre lo mismo con el vocabulario: el árabe clásico tiene gran cantidad de sinónimos, que desaparecen en dialectal. El dialectal tiene un vocalismo más débil: a menudo las vocales se eliden cuando no son imprescindibles para pronunciar las consonantes. El dialectal tiene, además, una mayor abundancia de préstamos de otras lenguas.
Las mayores diferencias se dan entre dialectos orientales o mashrequíes y occidentales o magrebíes. Dentro de cada una de esas áreas los dialectos son, salvo casos excepcionales, inteligibles entre sí. Es mucho más difícil -y a veces prácticamente imposible- la intercomprensión entre árabes occidentales y orientales. Hay que señalar sin embargo que es mucho más difícil para un hablante oriental entender a un occidental que lo contrario. Ello se debe a dos cosas: la primera, que la pronunciación oriental es más abierta que la occidental. La segunda, que los magrebíes tienen más costumbre de oír hablar dialectos orientales, sobre todo el egipcio, utilizados en gran cantidad de películas, series de televisión y canciones que se exportan a todo el Mundo Árabe.
Gracias a este fenómeno, el dialecto egipcio es comprendido en casi todas partes, y a menudo se utiliza como lingua franca en lugar del árabe clásico, o mezclado con este.

## Formación de los dialectos
En la Arabia preislámica existían numerosas variedades de árabe, agrupadas generalmente en tres áreas: la de Adnán, la de Qahtán y la de Himyar. Existía una lengua literaria común y a menudo se usaba como lengua vehicular el dialecto de La Meca, gran mercado y centro religioso de la península. Con la expansión islámica a partir del siglo VII, la lengua árabe se extiende con rapidez fuera de Arabia, como lengua litúrgica y administrativa del nuevo imperio islámico, y poco a poco va convirtiéndose en la lengua materna de gran parte de los pueblos islamizados. La existencia de una importante variación dialectal está documentada desde fechas muy tempranas. En la formación de los dialectos intervienen factores como los siguientes:
- La transformación del árabe oficial. Lo que hoy se llama árabe clásico se convierte en modelo de lengua árabe a partir del Corán. En ese árabe oficial, con el tiempo, iría operándose una diferenciación geográfica en un proceso similar al del latín.

- La exportación de los dialectos de Arabia. Aunque a nivel religioso, administrativo y literario los árabes usaban una lengua estándar de creación reciente, a nivel de lengua hablada es de suponer que siguieran utilizándose los dialectos preislámicos en muy gran medida. Los ejércitos conquistadores a menudo se organizaban por tribus, con lo que exportaban a las zonas de conquista, y posterior asentamiento, sus propios rasgos dialectales. Esa es la razón de que puedan encontrarse fenómenos dialectales similares en zonas muy alejadas entre sí, pero que en otro tiempo estuvieron bajo la influencia de colonos procedentes de una misma tribu o área geográfica de Arabia. Por ejemplo, la pronunciación [g] de la letra árabe yim, característica del árabe egipcio, procede del Yemen.

- El aislamiento geográfico o político es, naturalmente, uno de los más importantes factores de diferenciación. El caso más extremo quizá sea el del maltés, dialecto árabe que se ha desarrollado en completo aislamiento hasta el punto de convertirse en una lengua por derecho propio. Entre las variedades de árabe hablado, la más diferente es el árabe maronita chipriota, hablado por una pequeña comunidad de monjes maronitas en Chipre. Tienen también grandes diferencias con las restantes variedades del árabe el hablado en regiones aledañas, conocido como hasaniyya, así como las variedades habladas en Nigeria, Chad o Afganistán, lugares donde es una lengua muy minoritaria.

- La acción de los substratos. El imperio islámico agrupó poblaciones lingüísticamente muy diversas, y la lengua árabe recibió en cada zona aportaciones de las diferentes lenguas preislámicas. En el árabe magrebí es fundamental el substrato bereber, como en el egipcio lo es el copto o en el árabe mesopotámico el persa o el kurdo.

Por último, la acción de las lenguas de los distintos imperios y potencias que han dominado regiones del Mundo Árabe ha dejado también su impronta en los diferentes dialectos. Así, la acción del francés es visible en los dialectos del Magreb, y especialmente en el argelino, del mismo modo que el inglés ha influido (aunque en menor medida) en dialectos de Oriente Medio como el egipcio, el palestino o el iraquí. Los varios siglos de dominación otomana han dejado también gran cantidad de vocabulario de origen turco en muchos dialectos, especialmente los orientales.

## Dialectos
Lingüísticamente la principal diferencia entre las variantes de árabe es la que se da entre las variedades orientales y occidentales, cada uno con un cierto número de subdivisiones:
- Variantes occidentales (o magrebíes):
  - El árabe andalusí, de la antigua Al-Ándalus.
  - El árabe magrebí, que incluye a:
    - El árabe marroquí o dāriŷa
    - El árabe yebalí hablado por los yebalíes en el norte de Marruecos.
    - El magrebí oriental (Argelia y Túnez)
      - Árabe argelino
      - Árabe tunecino

    - Además de variantes de transición como las de Libia, (Árabe libio).

  - Árabe sahariano, frontera argelina-marroquí, y en menor medida en Níger.
  - Hassanía (Sáhara Occidental y Mauritania), también en Marruecos y Argelia.
  - Maltés, que es la forma más divergente de árabe, muy influida por el siciliano.
- Variantes orientales (o mashrequíes):
  - Grupo sudanés
    - El árabe sudanés, de Sudán y Chad.
      - El árabe nubi, entre Egipto y Sudán.

    - El árabe Yuba, de Sudán del Sur
    - El árabe chadiano

  - Grupo egipcio
    - El árabe egipcio, de Egipto; el más conocido por el resto del mundo árabe gracias al cine y la televisión, sobre todo en su variedad del Bajo Egipto, que se ha convertido en una especie de koiné prestigiosa.
    - El árabe saidi, o árabe del alto Egipto.

  - El árabe levantino o shami
    - Árabe libanés
    - Árabe palestino
    - Árabe sirio septentrional
      - Árabe de Damasco

    - Árabe jordano
    - El árabe bedawi, de Egipto, Israel y los Territorios Palestinos
    - El árabe chipriota

  - Grupo mesopotámico
    - El árabe mesopotámico septentrional
    - El árabe mesopotámico, o iraquí, más similar al árabe levantino pero con rasgos del árabe más septentrional.
      - El Árabe juzestaní, dialecto del árabe mesopotámico en Irán.

  - Árabe peninsular
    - El árabe del Golfo, al este de la península arábiga; en Arabia Saudí, Kuwait, Irak, Baréin, Catar, Emiratos Árabes Unidos y Omán.
    - El árabe shíji, de la península de Musandam, entre los Emiratos Árabes Unidos y Omán.
    - El árabe najdí, de la región de Najd en Arabia Saudí y los desiertos de Jordania y Siria.
    - El árabe hiyazí, de la región del Hiyaz en Arabia Saudí.
    - El árabe yemení, de Yemen.
      - El árabe hadhramí
      - El árabe tihamiyya
      - El árabe san'ani
      - El árabe ta'izzi-adeni
      - El árabe somalí

    - El árabe bajreiní, de Baréin, así como en áreas de Arabia Saudí y Omán.
    - El árabe bareqí
    - El árabe omaní
    - El árabe dhofarí

## Variedades del árabe dialectal que cuentan con Wikipedia propia
- Wikipedia en árabe egipcio
- Árabe marroquí
- Wikipedia en maltés

### Variedades en la incubadora
- Árabe argelino
- Árabe libio
- Árabe levantino Norte
- Árabe levantino Sur
- Árabe chipriota
- Árabe bajreiní
- Árabe sudanés